# Büyükkadı, Sur
Büyükkadı là một xã thuộc quận Sur, tỉnh Diyarbakır, Thổ Nhĩ Kỳ.